# Кумакоген
Кумакоген (яп. 久万高原町 Кумако:гэн-тё:) — посёлок в Японии, находящийся в уезде Камиукена префектуры Эхимэ. Площадь посёлка составляет 583,66 км², население — 8761 человек (1 августа 2014), плотность населения — 15,01 чел./км².

## Географическое положение
Посёлок расположен на острове Сикоку в префектуре Эхимэ региона Сикоку. С ним граничат города Мацуяма, Сейё, Тоон, Сайдзё и посёлки Тобе, Утико, Ино, Ниёдогава, Цуно, Юсухара.
В 1955 году в состав посёлка вошло лежавшее к востоку от него село Накацу.

## Население
Население посёлка составляет 8761 человек (1 августа 2014), а плотность — 15,01 чел./км². Изменение численности населения с 1980 по 2005 годы:
| 1980 | 16 225 чел. |  |
| 1985 | 14 760 чел. |  |
| 1990 | 13 313 чел. |  |
| 1995 | 12 781 чел. |  |
| 2000 | 11 887 чел. |  |
| 2005 | 10 946 чел. |  |

## Символика
Деревом посёлка считается криптомерия, цветком — Lilium japonicum.